# Manuel Basilio Bustamante
Manuel Basilio Bustamante Piris (San Carlos, 20 de junho de 1785- Montevidéu, 11 de novembro de 1863) foi um político uruguaio, que serviu como presidente interino do Uruguai, de setembro de 1855 até fevereiro de 1856.

## Biografia
Militar em sua juventude, residiu em vários anos em Buenos Aires, onde chegou a ser regidor (equivalente a vereador) no cabildo daquela cidade. Foi deputado desde 1830 por vários períodos, representando os departamentos de Colonia, Soriano e Maldonado. Também foi senador por Maldonado (1841 a 1843) e por Paysandú (1854 a 1860).
Exerceu a Presidência do Uruguai entre 10 de setembro de 1855 e 15 de fevereiro de 1856, após a renúncia de Venâncio Flores que fora provocada pela Rebelião dos Conservadores.